# Tetrorchidium microphyllum
Tetrorchidium microphyllum är en törelväxtart som beskrevs av Michael J. Huft. Tetrorchidium microphyllum ingår i släktet Tetrorchidium och familjen törelväxter. IUCN kategoriserar arten globalt som akut hotad. Inga underarter finns listade i Catalogue of Life.